# Lobiacris stenoptera
Lobiacris stenoptera är en insektsart som beskrevs av Marius Descamps 1974. Lobiacris stenoptera ingår i släktet Lobiacris och familjen Chorotypidae. Inga underarter finns listade i Catalogue of Life.